# Metodo di Hückel

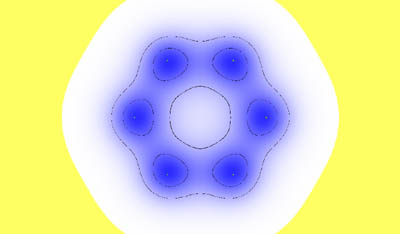
La struttura molecolare del benzene alla quale corrisponde la minima energia. Notare che tutti gli orbitali π sono in concordanza di fase, generando una combinazione fortemente stabilizzata.

Il metodo di Hückel, conosciuto anche come metodo degli orbitali molecolari di Hückel (HMO), proposto da Erich Hückel nel 1930, consiste in un semplice metodo LCAO utilizzato per la determinazione delle energie degli orbitali molecolari di sistemi π rappresentati da idrocarburi con legami coniugati, risultando applicabile a molecole quali ad esempio l'etilene, il benzene e il butadiene. La nota regola di Hückel trae origine da queste basi. Il metodo di Hückel esteso, sviluppato da Roald Hoffmann, rappresenta invece la base delle regole di Woodward-Hoffmann ed è un'estensione a tutti gli orbitali di valenza. Negli anni successivi il metodo fu reso applicabile anche agli eterocicli come la piridina, il pirrolo e il furano.

## Caratteristiche del metodo
Il metodo di Hückel possiede diverse caratteristiche:
- La sua applicazione è limitata agli idrocarburi coniugati.
- Solamente gli orbitali molecolari di elettroni π vengono considerati, in quanto sono questi a determinare le proprietà chimiche generali della classe di molecole in oggetto mentre gli elettroni σ vengono ignorati.
- Il metodo si fonda sulla combinazione lineare di orbitali atomici, sull'equazione di Schrödinger e su semplificazioni basate su considerazioni riguardanti la simmetria orbitalica. È interessante notare che il metodo non contiene alcuna costante fisica.
- Il metodo predice quanti livelli energetici esistono per una data molecola, quali livelli sono degeneri ed esprime le energie degli orbitali molecolari come somma di due altri termini energetici chiamati rispettivamente α, l'energia di un elettrone in un orbitale 2p, e β, una energia di interazione tra due orbitali p che è indipendente dal tipo di molecola oggetto di studio. Inoltre il metodo di Hückel permette di calcolare la densità di carica per ogni atomo della struttura π, l'ordine di legame tra due atomi qualsiasi e il momento di dipolo molecolare.

## Risultati
Di seguito si mostrano i risultati ottenuti per molecole rappresentative:
| Molecola       | Energia        | Orbitale di frontiera | Differenza di energia HOMO - LUMO |
| Etilene        | E1 = α - β     | LUMO                  | -2β                               |
|                | E2 = α + β     | HOMO                  |                                   |
| Butadiene      | E1 = α + 1.62β |                       |                                   |
|                | E2 = α + 0.62β | HOMO                  | -1.24β                            |
|                | E3 = α - 0.62β | LUMO                  |                                   |
|                | E4 = α - 1.62β |                       |                                   |
| Benzene        | E1 = α + 2β    |                       |                                   |
|                | E2 = α + β     |                       |                                   |
|                | E3 = α + β     | HOMO                  | -2β                               |
|                | E4 = α - β     | LUMO                  |                                   |
|                | E5 = α - β     |                       |                                   |
|                | E6 = α - 2β    |                       |                                   |
| Ciclobutadiene | E1 = α + 2β    |                       |                                   |
|                | E2 = α         | SOMO                  | 0                                 |
|                | E3 = α         | SOMO                  |                                   |
|                | E4 = α - 2β    |                       |                                   |

La teoria predice due livelli energetici per l'etilene, che possiede 2 elettroni π che riempiono gli HOMO a bassa energia mentre il LUMO ad alta energia resta vuoto. Nel butadiene i 4 elettroni π occupano 2 orbitali molecolari a bassa energia su un totale di 4 orbitali e nel caso del benzene sono previsti 6 livelli energetici 2 dei quali sono degeneri.
Molte previsioni teoriche sono state sperimentalmente verificate:
- La differenza di energia HOMO-LUMO in termini della costante β è correlata direttamente alla transizione elettronica molecolare osservata tramite spettroscopia UV/VIS. Per polieni lineari tale differenza è data dalla relazione

{\displaystyle \Delta E=-4\beta \sin {\frac {\pi }{2(n+1)}}}
dalla quale può essere ottenuto un valore per β compreso tra -60 e -70 kcal/mole.
- Le energie previste per gli orbitali HOMO come stabilito dal teorema di Koopmans si accordano con i dati forniti dalla spettroscopia fotoelettronica.[7]
- L'energia di risonanza di Hückel è in accordo con i dati sperimentali dei calori di combustione. Il valore di questa energia è definito come la differenza di energia tra l'energia totale π prevista (nel caso del benzene 8β) e una ipotetica energia π ottenuta considerando i singoli contributi 2β delle unità CH2=CH2 come isolati (in totale si ha 3 x 2β = 6β).
- Le molecole con orbitali molecolari accoppiati in modo tale che differisce solo il segno (per esempio α+/-β) costituiscono quelli che vengono definiti idrocarburi alternanti e hanno in comune il piccolo momento di dipolo. Gli idrocarburi non-alternanti come l'azulene e il fulvene possiedono invece un grande momento di dipolo.
- Nel caso del ciclobutadiene la teoria prevede che i due elettroni ad alta energia occupino singolarmente una coppia degenere di orbitali molecolari che non sono né stabilizzati né destabilizzati. Quindi è previsto che la molecola sia un diradicale tripletto molto reattivo, e in effetti l'esperienza pratica concorda con questa previsione. Tutti gli idrocarburi ciclici coniugati con un totale di 4n elettroni π hanno in comune questo modello di struttura molecolare.

## Basi matematiche
Il metodo di Hückel può essere derivato dal metodo di Ritz con pochi ulteriori assunti che riguardano la matrice di sovrapposizione S e la matrice hamiltoniana H.
Si assume che la matrice di sovrapposizione S sia la matrice identità. Ciò significa che la sovrapposizione tra gli orbitali non viene presa in considerazione e questi sono considerati ortogonali. Quindi il problema generalizzato agli autovalori del metodo di Ritz diviene un problema agli autovalori.
La matrice hamiltoniana H = (Hij) viene parametrizzata nel seguente modo:
- Hii = α per gli atomi di carbonio e α + hA β per altri atomi A.
- Hij = β se i due atomi sono entrambi di carbonio e si trovano prossimi l'uno all'altro, e kAB β per gli altri atomi vicini A e B (non di carbonio).
- Hij = 0 in ogni altro caso.

Gli orbitali sono gli autovettori e le energie sono gli autovalori della matrice hamiltoniana. Se la sostanza è un idrocarburo puro il problema può essere risolto senza conoscere i parametri. Per sistemi eteroatomici, come la piridina, devono essere invece specificati i valori di hA e KAB.

## Un esempio: il caso dell'etilene
Nell'applicazione del metodo di Hückel per la molecola dell'etilene, l'orbitale molecolare {\displaystyle \Psi } è una combinazione lineare di orbitali atomici {\displaystyle \phi } del tipo 2p del carbonio con coefficienti {\displaystyle c}:
{\displaystyle \ \Psi =c_{1}\phi _{1}+c_{2}\phi _{2}}
Questa equazione viene sostituita nell'equazione di Schrödinger espressa nella forma
{\displaystyle \ H\Psi =E\Psi }
con {\displaystyle H} l'hamiltoniano e {\displaystyle E} l'energia corrispondente all'orbitale molecolare dando
{\displaystyle Hc_{1}\phi _{1}+Hc_{2}\phi _{2}=Ec_{1}\phi _{1}+Ec_{2}\phi _{2}}
Moltiplicando questa equazione per {\displaystyle \phi _{1}} e per {\displaystyle \phi _{2}} e integrandola si ottengono le due nuove equazioni
{\displaystyle c_{1}(H_{11}-ES_{11})+c_{2}(H_{12}-ES_{12})=0}
{\displaystyle c_{1}(H_{21}-ES_{12})+c_{2}(H_{22}-ES_{22})=0},
rispettivamente, dove
{\displaystyle H_{ij}=\int dv\psi _{i}H\psi _{j}}
{\displaystyle S_{ij}=\int dv\psi _{i}\psi _{j}}
Tutti gli hamiltoniani diagonali {\displaystyle H_{ii}} sono chiamati integrali di Coulomb e quelli del tipo {\displaystyle H_{ij}} sono detti integrali di risonanza. Valgono le relazioni
{\displaystyle H_{11}=H_{22}=\alpha }
{\displaystyle H_{12}=H_{21}=\beta }
Un altro assunto è che l'integrale di sovrapposizione tra i due orbitali atomici vale 0:
{\displaystyle S_{11}=S_{22}=1}
{\displaystyle S_{12}=0}
il che conduce alle due equazioni omogenee
{\displaystyle c_{1}(\alpha -E)+c_{2}(\beta )=0}
{\displaystyle c_{1}\beta +c_{2}(\alpha -E)=0}
con un totale di cinque variabili. Dopo avere convertito questo insieme di equazioni nella notazione matriciale
{\displaystyle {\begin{vmatrix}\alpha -E&\beta \\\beta &\alpha -E\\\end{vmatrix}}*{\begin{vmatrix}c_{1}\\c_{2}\\\end{vmatrix}}=0}
la cui soluzione banale fornisce entrambi i valori {\displaystyle c} dei coefficienti della funzione d'onda uguali a 0 e non è utile, mentre la soluzione di
{\displaystyle {\begin{vmatrix}\alpha -E&\beta \\\beta &\alpha -E\\\end{vmatrix}}=0}
può essere ottenuta espandendo il determinante:
{\displaystyle \beta (\alpha -E)+(\alpha -E)^{2}-\beta (\alpha -E)-\beta ^{2}=0}
{\displaystyle (\alpha -E)^{2}=\beta ^{2}}
{\displaystyle \alpha -E=\pm \beta }
ovvero
{\displaystyle E=\alpha \pm \beta }
e
{\displaystyle \Psi =c_{1}(\phi _{1}\pm \phi _{2})}
Normalizzando si ottengono i coefficienti:
{\displaystyle c_{1}=c_{2}={\frac {1}{\sqrt {2}}}}
La costante β del termine energetico è negativa e quindi α + β rappresenta l'energia più bassa e corrisponde all'orbitale HOMO, mentre α - β è l'energia del LUMO.